# Les Cabannes, Tarn
Les Cabannes là một xã trong tỉnh Tarn thuộc vùng Occitanie ở miền nam nước Pháp. Xã này nằm ở khu vực có độ cao trung bình mét trên mực nước biển.
Sông Cérou chảy theo hướng tây qua giữa thị trấn.